# Католицько Селище
Католицько Селище (хорв. Katoličko Selišće) — населений пункт у Хорватії, у Сисацько-Мославинській жупанії у складі громади Велика Лудина.

## Населення
Населення за даними перепису 2011 року становило 156 осіб.
Динаміка чисельності населення поселення:

## Клімат
Середня річна температура становить 11,17 °C, середня максимальна – 25,70 °C, а середня мінімальна – -5,61 °C. Середня річна кількість опадів – 875 мм.
| Клімат поселення                              | Клімат поселення | Клімат поселення | Клімат поселення | Клімат поселення | Клімат поселення | Клімат поселення | Клімат поселення | Клімат поселення | Клімат поселення | Клімат поселення | Клімат поселення | Клімат поселення | Клімат поселення |
| Показник                                      | Січ.             | Лют.             | Бер.             | Квіт.            | Трав.            | Черв.            | Лип.             | Серп.            | Вер.             | Жовт.            | Лист.            | Груд.            |                  |
| Середній максимум, °C                         | 6,62             | 8,57             | 12,97            | 17,36            | 22,50            | 25,70            | 24,90            | 24,29            | 20,17            | 15,08            | 9,53             | 5,38             |                  |
| Середня температура, °C                       | 0,50             | 2,44             | 6,85             | 11,24            | 16,40            | 19,59            | 21,17            | 20,57            | 16,43            | 11,36            | 5,82             | 1,66             |                  |
| Середній мінімум, °C                          | −5,61            | −3,68            | 0,74             | 5,13             | 10,28            | 13,48            | 17,46            | 16,85            | 12,71            | 7,62             | 2,10             | −2,07            |                  |
| Норма опадів, мм                              | 52               | 50               | 58               | 69               | 80               | 92               | 79               | 83               | 78               | 80               | 87               | 67               |                  |
| Середньомісячна швидкість вітру, м/с          | 1.90             | 2.10             | 2.50             | 2.40             | 2.20             | 2.00             | 1.99             | 1.80             | 1.80             | 1.90             | 1.92             | 1.92             |                  |
| Середньомісячна сонячна радіація, кДж/м²·день | 4224             | 6993             | 10750            | 15206            | 19349            | 21386            | 22503            | 19567            | 14491            | 8953             | 4697             | 3433             |                  |
| --------------------------------------------- | ---------------- | ---------------- | ---------------- | ---------------- | ---------------- | ---------------- | ---------------- | ---------------- | ---------------- | ---------------- | ---------------- | ---------------- | ---------------- |
| Джерело:                                      |                  |                  |                  |                  |                  |                  |                  |                  |                  |                  |                  |                  |                  |